# Jugendaufbauwerk Schleswig-Holstein
Das Jugendaufbauwerk Schleswig-Holstein ist eine 1949 gegründete Einrichtung des Landes Schleswig-Holstein zur Berufsbildung von jungen Menschen.
Im Dezember 1949 erließ die Landesregierung von Schleswig-Holstein das Gesetz über das Jugendaufbauwerk. Die Leitung lag beim Minister für Volksbildung. Diese Initiative von Seiten des Landes war eine Reaktion auf die Flüchtlingsströme nach dem Zweiten Weltkrieg in das Land Schleswig-Holstein. Es war eine nicht nur bildungspolitischer Maßnahme, sondern auch eine sozialpolitische Bemühung, da es galt die Mädchen und jungen Frauen zu schützen vor sexuellen Übergriffen von Mitgliedern der Befreiungsarmeen und gleichzeitig Ausbildungschancen in einem Flächenland zu schaffen. Schleswig-Holstein war geprägt durch die Landwirtschaft. Handwerk und Industrie waren nur um die kreisfreien Städte, wie Lübeck, Hamburg, Flensburg und Neumünster zu finden.
Das Gesetz über das Jugendaufbauwerk fasste bereits bestehende Einrichtungen unter diesem Gesetz zusammen und initiierte die Gründung neuer Einrichtungen in der Fläche des Landes. Bereits zu Beginn der fünfziger Jahre arbeiteten mehr als 100 Lehrgänge.
Zum 50. Jubiläum im Dezember 1999 existierten davon immer noch 30 Einrichtungen unter dem Dach des Jugendaufbauwerk Schleswig Holstein. Die Platzzahl war allerdings gleich geblieben, so dass man daraus schließen kann, dass die Einrichtungen größer geworden sind.
Zu den ehemaligen handwerklichen Berufsfeldern sind moderne Berufsfelder, wie zum Beispiel Handel und Verwaltung oder auch Pflege hinzugekommen.
Während in der Startphase das Bilden (Ausbildung und Schule) im Vordergrund stand, folgte dann eine Periode des Förderns. Um das 50. Jubiläum herum ist das Qualifizieren zu identifizieren.
Aktuell (2010) steht die Befähigung sowie das umfassende befähigen mit allen Schlüsselqualifikationen im Kern der Bemühungen von Personal und Kunden.